# 한일사료
한일사료(Hanil Feed Co., Ltd.)는 대한민국의  배합 사료 기업이다. 동물용 배합사료와 수입육(우육, 돈육) 등의 사업을 영위하며 본사는 경기도 용인시 기흥구 하갈로 127에 위치해 있다. 대표이사는 차상협이다.

## 역사
1963년 한일상사로 출발하여 1968년 11월 한일사료공업(주)으로 설립되어 2001년 9월 현재의 상호로 변경되었다

## 상장
1994년 11월 7일에 상장하였다.	

## 참고 문헌
1. ↑  디지털용인문화대전-한일사료
2. ↑  안희경, 대한민국 사료업계, ‘지속가능’으로 ‘성장’ 3. 한일사료, 농수축산신문,  2024.03.14
3. ↑  이나경, 한국IR협의회 기술분석보고서-한일사료, 2022.03.03[깨진 링크(과거 내용 찾기)]